# BMO-T
Le BMO-T (Boyauta Mashina Ognemyochikov) est un char lance-flammes équipé d'un lance-flamme lourd russe et un véhicule de transport de troupes pour troupes armées du RPO-A Shmel. Il est entré en service en 2001.

## Description
Il est basé sur le châssis du char de combat principal T-72.
Son armement est constitué d'un fusil-mitrailleur de calibre 12.7 mm. Il transporte une escouade spécialisée équipée d'une trentaine de RPO-A Shmel avec des ogives thermobariques.

## Opérateur
- Russie

## Photographies

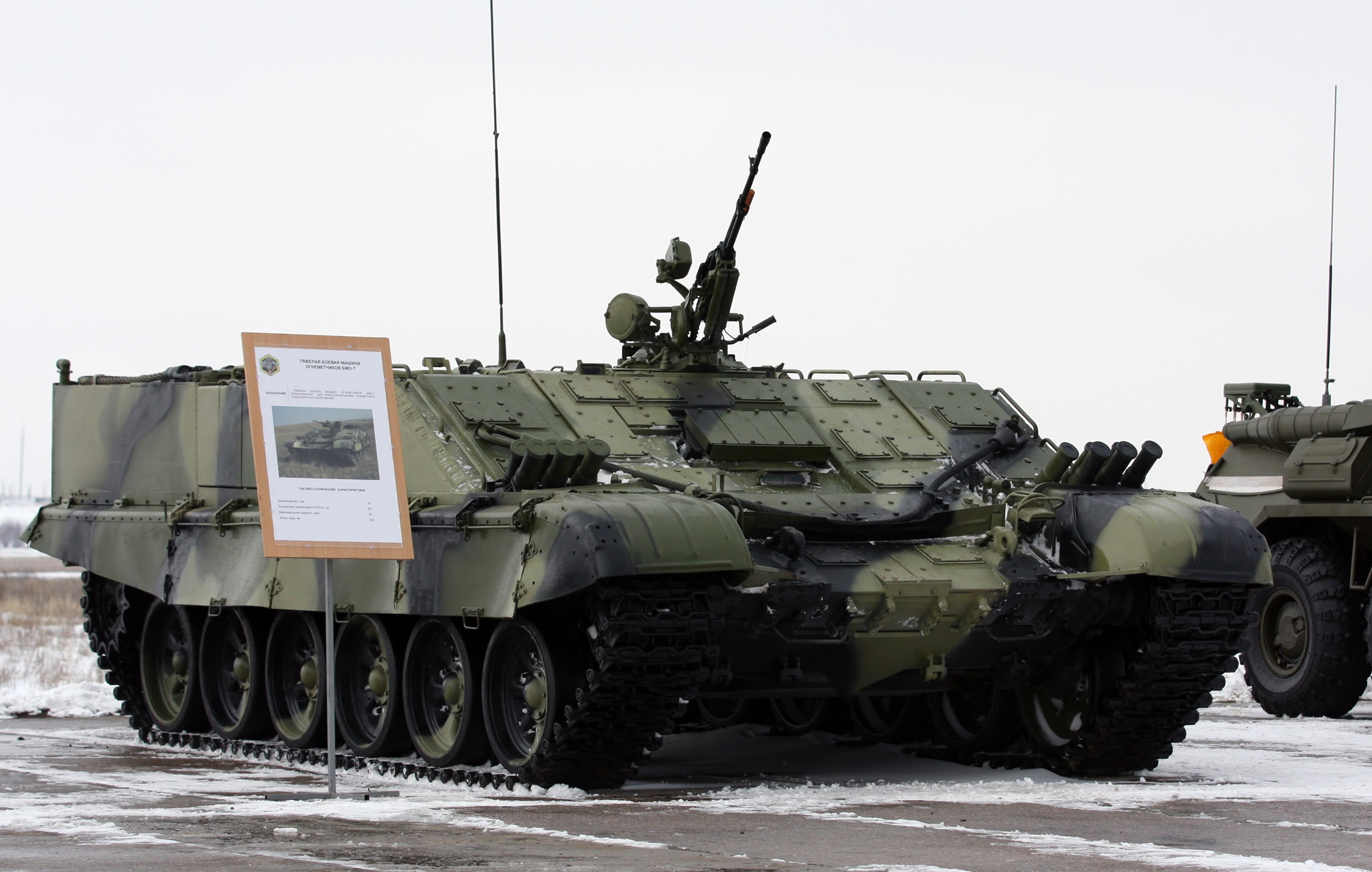
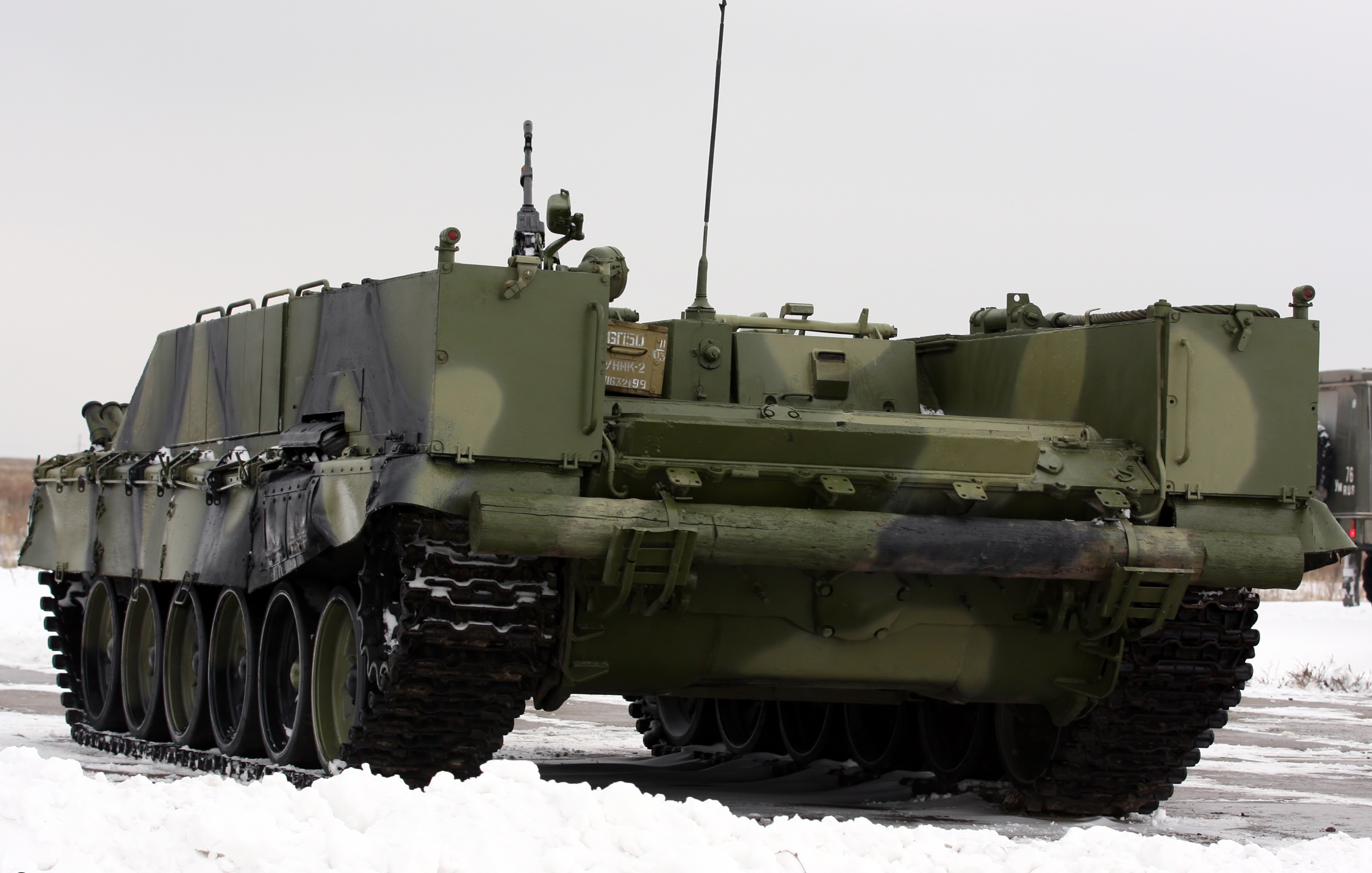
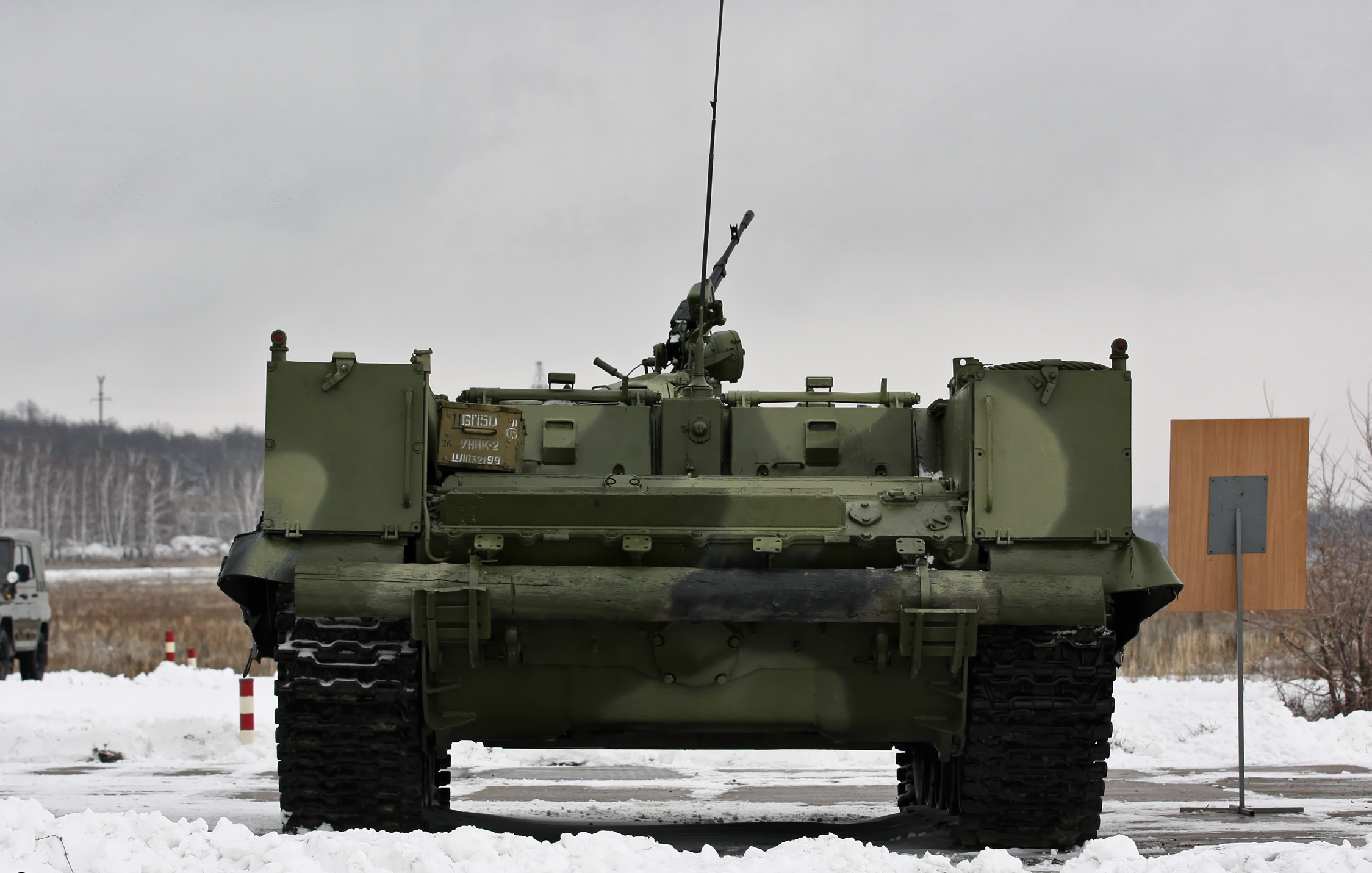
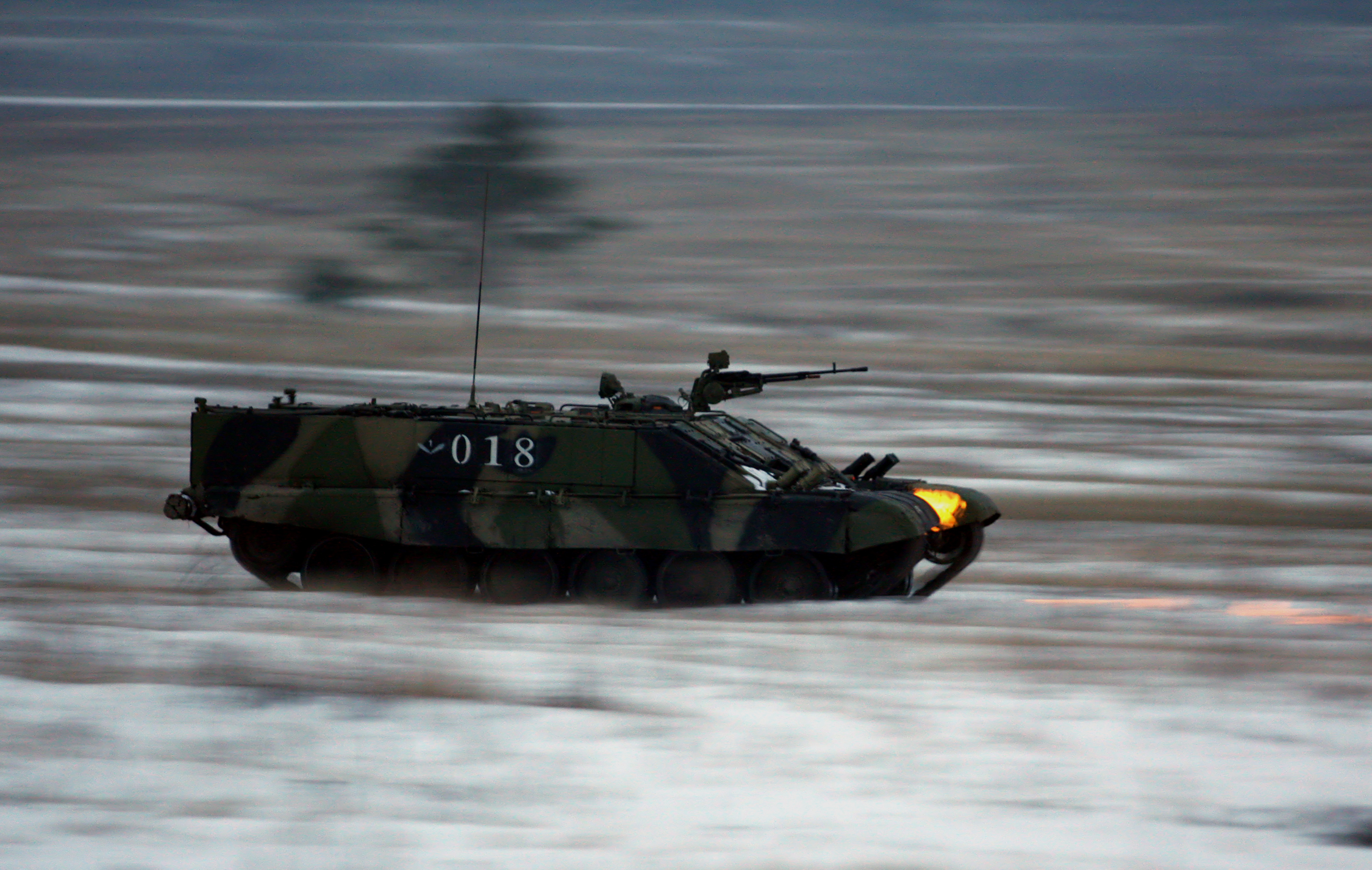
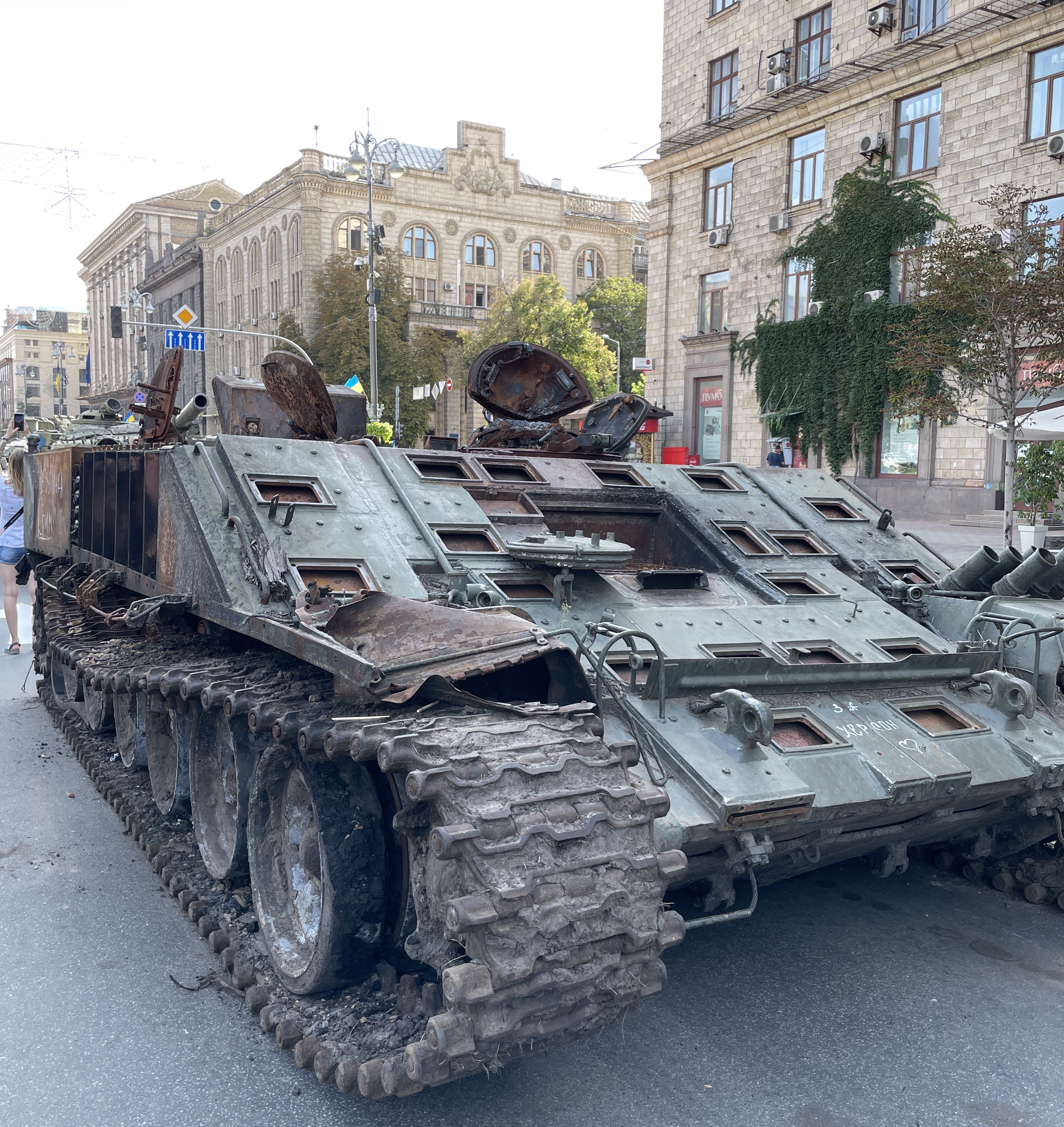
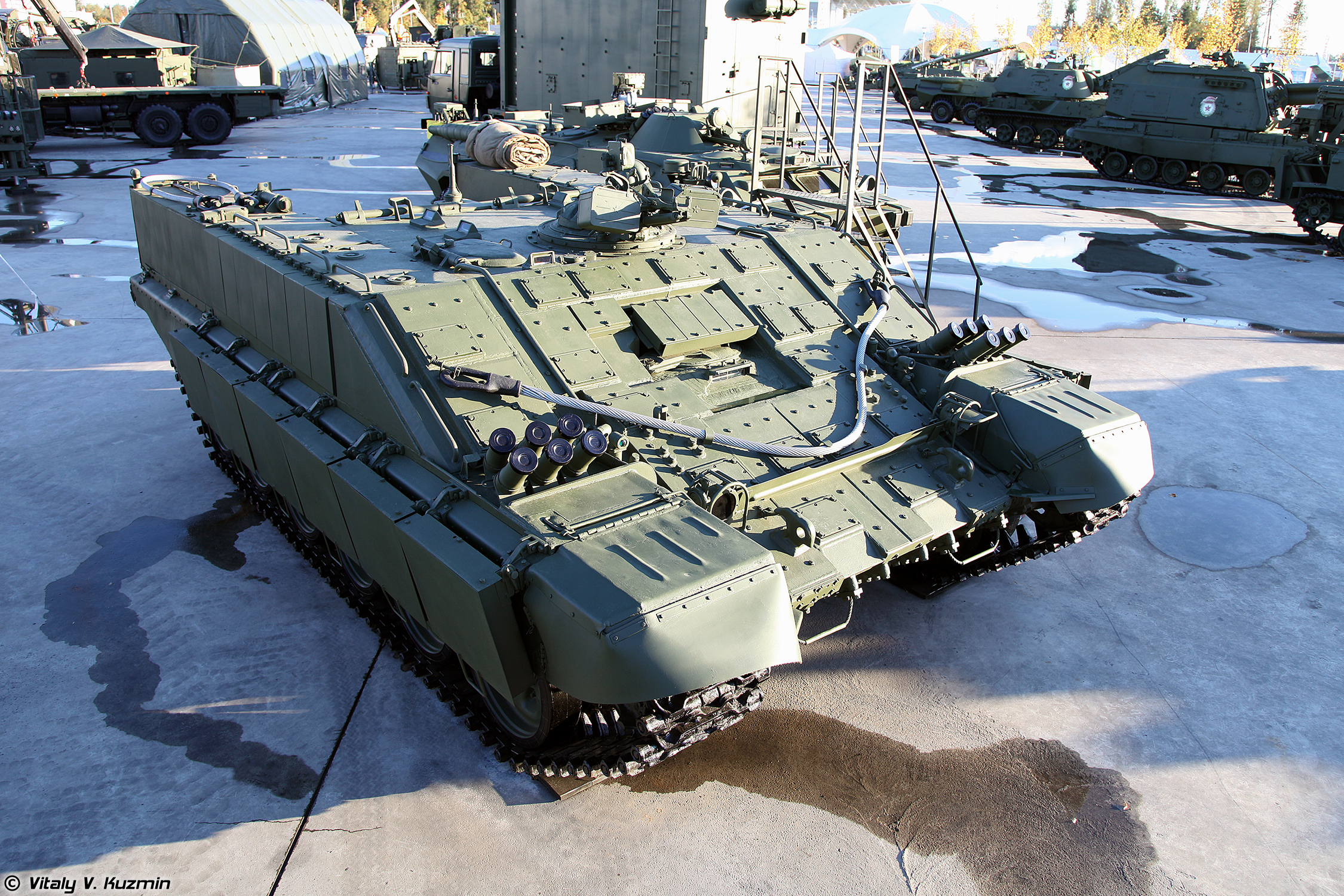
BMO-T à l'exposition "Armée-2016 (ru)"
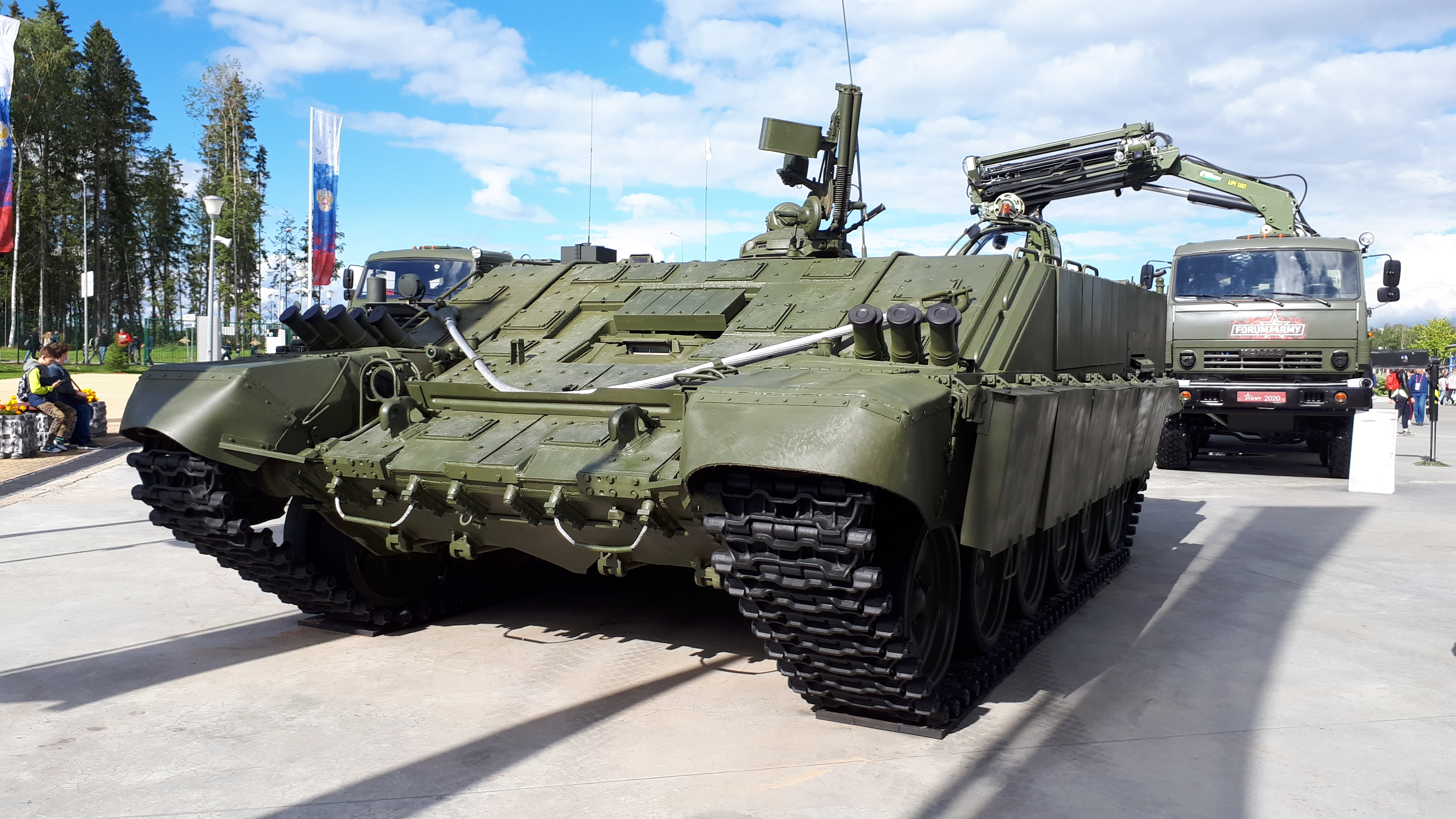
BMO-T à l'exposition "Armée-2021 (ru)"